# Blue Tiger
A Blue Tiger (código de produção:DE-AC33C) é uma locomotiva diesel-elétrica de alta potência produzida pelas empresas Adtranz (DaimlerChrysler Rail Systems) e General Electric. O equipamento está em operação na Alemanha, Paquistão e Malásia. Sua produção foi iniciada em 1996.